# Campi Salentina

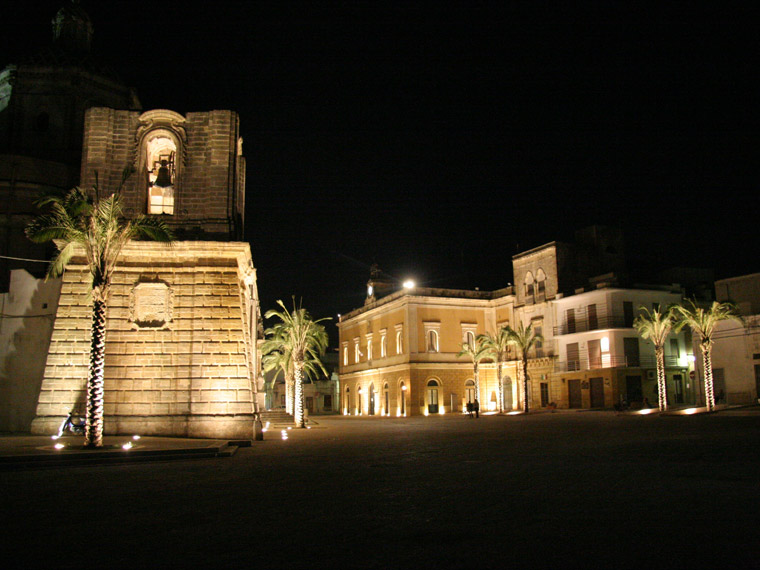
Dorfplatz bei Nacht

Campi Salentina (offizieller Name Comune di Campi Salentina) ist eine süditalienische Gemeinde (comune) mit  9740 Einwohnern (Stand: 31. Dezember 2023) in der Provinz Lecce in der Region Apulien. Schutzpatron des Ortes ist der hl. Orontius von Lecce.

## Geographie
Das Gemeindegebiet umfasst eine Fläche von 45,88 km². Der Ort liegt auf einer Höhe von 33 Metern über dem Meer. Die Nachbargemeinden sind Cellino San Marco (BR), Guagnano, Novoli, Salice Salentino, Squinzano, Trepuzzi und Veglie. Die Gemeinde grenzt an die Provinz Brindisi an.
Der gleichnamige Bahnhof liegt an der Bahnstrecke Martina Franca–Lecce.

## Persönlichkeiten

### Söhne und Töchter der Stadt
- Enrico Enriquez (1701–1756), Bischof
- Salvatore Calabrese (1903–1973), Mediziner
- Carmelo Bene (1937–2002), Theater- und Filmregisseur, Schauspieler und Autor

### Mit dem Ort verbunden
- Pompilio Maria Pirrotti (1710–1766),  Priester und Mönch